# Epilohmannoides terrae
Epilohmannoides terrae är en kvalsterart som beskrevs av Arthur P. Jacot 1936. Epilohmannoides terrae ingår i släktet Epilohmannoides och familjen Epilohmanniidae. Inga underarter finns listade i Catalogue of Life.